# 派諾拉 (密西西比州)
派諾拉（英語：Pinola）是位於美國密西西比州辛普森縣的非建制地區。

## 歷史
派諾拉的郵局自1903年營運至今。

## 地理
派諾拉所處的海拔為高於海平面95米（即312英呎），而該地所採用的時區為UTC-6，即北美中部時區（CST）。同時該地設有夏令時間，為UTC-6調快一小時，即UTC-5（CDT）。